# Кричим (община)
Кричим (болг. Община Кричим) — община в Болгарии. Входит в состав Пловдивской области. Население составляет 9038 человек.

## Состав общины
В составе общины — один населённый пункт:
1. Кричим

1. ↑  НСИ Националният регистър на населените места (болг.)